# Тимбрюн де Тьембронн де Валанс, Жан-Батист
Жан-Батист Сирю Аделаид де Тимбрюн де Тьембронн, граф де Валанс (фр. Jean-Baptiste Cyrus Adélaïde de Timbrun de Thiembronne de Valence) (1757—1822) — французский генерал и государственный деятель эпохи Наполеоновских войн.

## Биография
Родился в Ажане 22 сентября 1757 года, происходил из древнего гиеньского рода, вступил в службу по артиллерии, потом перешёл в кавалерию, и в 1784 году был произведён в полковники.
В 1790 году получил звание бригадного генерала. 23 июня 1791 года Тимбрюн приносит клятву на верность Республике тем самым сохраняя свой чин.
В бою при Вальми он командовал резервом и преследовал пруссаков, взял Шарлеруа и Намюр, действовал против принца Кобургского и был тяжело ранен при кавалерийской атаке в сражении при Неервиндене.
Оставив армию вместе с Дюмурье, Тимбрюн уехал сначала в Англию, затем в Америку, и наконец осел в Германии под Гамбургом, где жил до учреждения во Франции консульского правления.
Возвратившись в Париж в 1801 году, он сделался приверженцем Наполеона Бонапарта. 1 февраля 1805 года получил звание сенатора и через восемь дней был удостоен ордена Почётного легиона.
1 июня 1808 года Тимбрюн получает титул графа де Валанса и в том же году был назначен в Испанию, где, однако, пробыл недолго, поскольку из-за старых ран вынужден был оставить армию.
С открытием кампании в России Тимбрюнн возглавил 5-ю тяжёлую кавалерийскую дивизию в корпусе Нансути и принимал участие во всех главнейших сражениях против Кутузова осенью и зимой 1812 года, в том числе сражался при Бородино.
В конце 1813 года Наполеон послал его в Безансон, в качестве чрезвычайного комиссара, чтобы содействовать защите Юго-Восточной Франции. После тщетных усилий воспрепятствовать вторжению союзников, Тимбрюн возвратился в Париж, и 1 апреля 1814 года, в качестве прокурора сената, подписал акт об утрате Наполеоном прав на французский престол. Людовик XVIII возвёл Тимбрюнна в звание пэра Франции и назвал великим командиром ордена Почётного легиона.
Во время Ста дней, Тимбрюнн был в числе пэров новой палаты, учреждённой Наполеоном по возвращении его с острова Эльбы, а после катастрофы французской армии при Ватерлоо временное правительство поручило ему договариваться с союзниками о перемирии.
По возвращении Людовика XVIII Тимбрюн перестал участвовать в собраниях палаты пэров и 4 сентября 1816 года был отправлен в отставку в звании генерал-лейтенанта. Но 21 ноября 1819 года снова вступил в неё, и перешёл на сторону оппозиции.
С 1821 года до кончины в 1822 году был великим командором Верховного совета Франции.
Он умер 4 февраля 1822 года в Париже, похоронен на кладбище Пер-Лашез. Впоследствии имя Тимбрюнна было выбито на Триумфальной арке в Париже.